# 阿亚隆高速公路

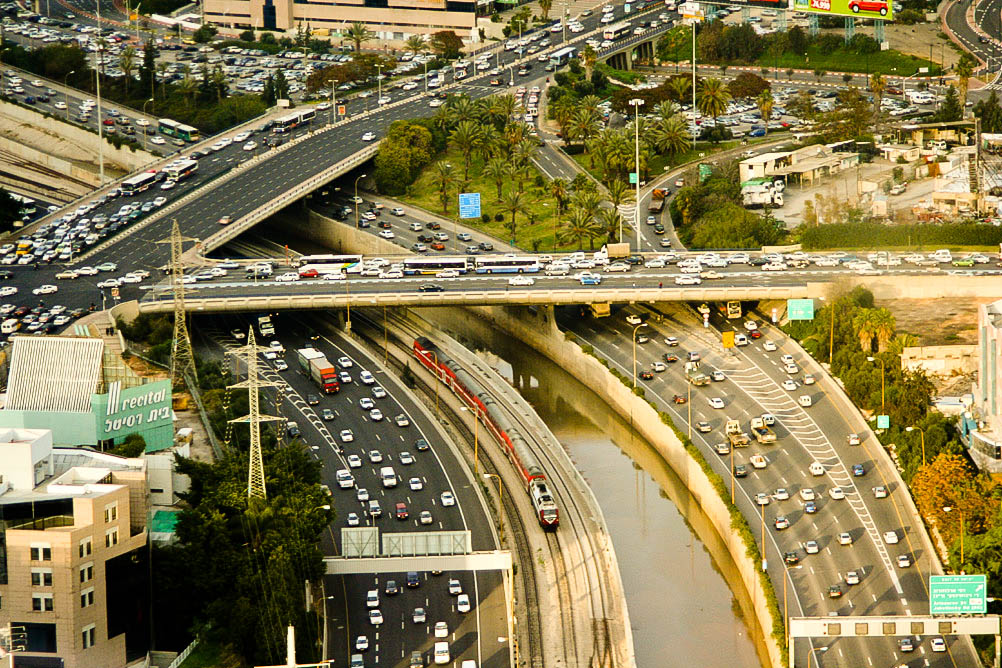
阿亚隆高速公路

阿亚隆高速公路又稱20號公路，是位於以色列特拉維夫都會區的一条南北走向的城际高速公路。该高速公路南起里雄莱锡安，北至加什。全長29公里。阿亚隆高速公路還與4號公路、1号公路相交。 该高速公路的部分路段與阿亚隆河並行，因此得名阿亚隆高速公路。1982年，阿亚隆高速公路有一小段率先通車。後來該高速公路的路段陸續建成。1991年7月，阿亚隆高速公路的主要路段建成。2005年，阿亚隆高速公路南延伸段建成。